# 顾青虹
顾青虹（1894年—1985年），曾用名顾召荫，男，江苏无锡人，中国蚕学家、教育家，曾任中国农业科学院蚕业研究所研究员，第三届全国人大代表，第五届全国政协委员。